# Mimeraspis cuspiloba
Mimeraspis cuspiloba är en insektsart som beskrevs av Brimblecombe 1957. Mimeraspis cuspiloba ingår i släktet Mimeraspis och familjen pansarsköldlöss. Inga underarter finns listade i Catalogue of Life.